# Granville Island
Granville Island är en ö i Kanada.   Den ligger i provinsen British Columbia, i den sydvästra delen av landet, 3 500 km väster om huvudstaden Ottawa.
Runt Granville Island är det i huvudsak tätbebyggt. Runt Granville Island är det mycket tätbefolkat, med 4 842 invånare per kvadratkilometer.